# آناغالیسی
آناغالیسی (نام علمی: Lindernia procumbens) نام یک گونه از سرده آناغالیسی است. این‌گونه گیاه علفی یکساله علاوه بر مناطق مردابی و مزارع برنج در ایران در تالش، افغانستان، اروپا، جنوب آسیا، و ژاپن می‌روید.